# Justin Haber
Justin Haber (Floriana, 9 giugno 1981) è un calciatore maltese, portiere del Żabbar St. Patrick.

## Biografia
Nel 2012 ha fondato una scuola calcio a Floriana, denominata Justin Haber Academy, in collaborazione con il Sunderland.

## Carriera

### Club
Muove i suoi primi passi nelle giovanili del Floriana. Nel 1998 passa in prestito per sei mesi al Dobrudža, in Bulgaria. Rientrato a Malta, nel 2002 viene tesserato dal Birkirkara. Le prestazioni fornite con i giallorossi gli valgono l'approdo in nazionale. Nel 2007 – dopo due parentesi estere in Francia e Belgio – approda al Marsaxlokk, contribuendo ad una storica vittoria del titolo, la prima per la società maltese. Lascia la squadra a fine stagione per firmare con il Chaïdari, nella seconda divisione greca.
Il 31 luglio 2008 si accorda per due stagioni con lo Sheffield Utd, in Championship. Terza scelta tra i pali alle spalle di Paddy Kenny e Ian Bennett, nel 2009 si trasferisce in Ungheria al Ferencváros, con cui nel 2011 contribuisce al terzo posto, valido per l'accesso ai preliminari di Europa League.
Il 14 luglio 2012 torna a Malta, firmando un biennale con il Mosta. Il 19 gennaio 2013 torna al Birkirkara, vincendo il titolo a fine stagione. Il 16 luglio esordisce in Champions League contro il Maribor, nella seconda fase preliminare della competizione. Perso il posto tra i pali a causa di un infortunio, il 31 gennaio 2016 passa a titolo definitivo agli Hibernians. Il 12 agosto – complice l'arrivo di Andrew Hogg tra i pali – firma un biennale, con opzione di rinnovo per un terzo anno, con il Floriana tornando a difendere i pali della squadra biancoverde dopo 14 anni. Rescisso il contratto con i biancoverdi, il 31 agosto 2017 si accorda a parametro zero con il Gżira Utd.
Il 1º febbraio 2020, in occasione della gara persa 2-0 contro lo Sliema Wanderers, raggiunge le 300 presenze nel campionato maltese. Nel gennaio 2022, dopo quattro anni trascorsi coi maroons, firma un contratto semestrale con il St. Lucia.. Nel 2022 torna all'Hibernians, per poi siglare un contratto annuale nel 2023 con il Marsaxlokk. Nel 2024 fa ritorno allo Gzira United.

### Nazionale
Esordisce in nazionale il 9 ottobre 2004 contro l'Islanda (0-0 il risultato finale), in un incontro valido per le qualificazioni ai Mondiali 2006. Il 9 febbraio 2011 respinge due rigori – rispettivamente a Alexander Frei e Gökhan Inler – contro la Svizzera in amichevole. L'incontro terminerà 0-0.
Il 7 giugno 2013 contribuisce ad una storica vittoria – l'ultimo successo esterno della nazionale maltese in incontri ufficiali risaliva al 12 maggio 1993 contro l'Estonia – in trasferta contro l'Armenia per 0-1, partita valida per le qualificazioni ai Mondiali 2014. In totale conta 56 presenze con la selezione maltese.

## Statistiche

### Presenze e reti nei club
Statistiche aggiornate all'8 gennaio 2023.
| Stagione            | Squadra             | Campionato          | Campionato | Campionato | Coppe nazionali | Coppe nazionali | Coppe nazionali | Coppe continentali | Coppe continentali | Coppe continentali | Altre coppe | Altre coppe | Altre coppe | Totale | Totale |
| Stagione            | Squadra             | Comp                | Pres       | Reti       | Comp            | Pres            | Reti            | Comp               | Pres               | Reti               | Comp        | Pres        | Reti        | Pres   | Reti   |
| ------------------- | ------------------- | ------------------- | ---------- | ---------- | --------------- | --------------- | --------------- | ------------------ | ------------------ | ------------------ | ----------- | ----------- | ----------- | ------ | ------ |
| gen.-giu. 1998      | Dobrudža            | A-PFG               | 3          | -?         | CB              | 0               | 0               | -                  | -                  | -                  | -           | -           | -           | 3      | -?     |
| 1998-1999           | Floriana            | PL                  | 1          | 0          | CM              | 0               | 0               | -                  | -                  | -                  | -           | -           | -           | 1      | 0      |
| 1999-2000           | Floriana            | PL                  | 9          | -?         | CM              | 0               | 0               | Int                | 1                  | -2                 | -           | -           | -           | 10     | -2     |
| 2000-2001           | Floriana            | PL                  | 7          | -?         | CM              | 0               | 0               | Int                | 0                  | 0                  | -           | -           | -           | 7      | -?     |
| 2001-2002           | Floriana            | PL                  | 5+1        | -? + -1    | CM              | 0               | 0               | -                  | -                  | -                  | -           | -           | -           | 6      | -?     |
| 2002-2003           | Birkirkara          | PL                  | 17+10      | -24 + -7   | CM              | 3               | -1              | CU                 | 1                  | 0                  | SM          | -           | -           | 31     | -32    |
| 2003-2004           | Birkirkara          | PL                  | 18+10      | -18 + -12  | CM              | 2               | -2              | CU                 | 2                  | -6                 | SM          | 1           | -0          | 33     | -38    |
| 2004-2005           | Birkirkara          | PL                  | 16+3       | -22 + -3   | CM              | 3               | -3              | CU                 | 2                  | -5                 | SM          | 1           | -1          | 25     | -34    |
| 2005-2006           | Quevilly-Rouen      | CFA                 | 27         | -?         | -               | -               | -               | -                  | -                  | -                  | -           | -           | -           | 27     | -?     |
| 2006-gen. 2007      | Virton              | D2                  | 5          | -9         | CB              | 0               | 0               | -                  | -                  | -                  | -           | -           | -           | 5      | -9     |
| gen.-giu. 2007      | Marsaxlokk          | PL                  | 3+4        | -3 + -6    | CM              | 0               | 0               | -                  | -                  | -                  | -           | -           | -           | 7      | -9     |
| 2007-2008           | Chaïdari            | BE                  | 15         | -18        | CG              | 0               | 0               | -                  | -                  | -                  | -           | -           | -           | 15     | -18    |
| 2008-2009           | Sheffield United    | FLC                 | 0          | 0          | FACup+CdL       | 0               | 0               | -                  | -                  | -                  | -           | -           | -           | 0      | 0      |
| 2009-2010           | Ferencváros         | NB I                | 2          | -4         | MK+CdL          | 0+7             | -10             | -                  | -                  | -                  | -           | -           | -           | 9      | -14    |
| 2010-2011           | Ferencváros         | NB I                | 10         | -16        | MK+CdL          | 2+0             | -1              | -                  | -                  | -                  | -           | -           | -           | 12     | -17    |
| Totale Ferencváros  | Totale Ferencváros  | Totale Ferencváros  | 12         | -20        |                 | 9               | -11             |                    | -                  | -                  |             | -           | -           | 21     | -31    |
| 2011-2012           | Kerkyra             | SL                  | 0          | 0          | CG              | 0               | 0               | -                  | -                  | -                  | -           | -           | -           | 0      | 0      |
| 2012-gen. 2013      | Mosta               | PL                  | 18         | -20        | CM              | 1               | -2              | -                  | -                  | -                  | -           | -           | -           | 19     | -22    |
| gen.-giu. 2013      | Birkirkara          | PL                  | 3+10       | -1 + -3    | CM              | 0               | 0               | UEL                | -                  | -                  | -           | -           | -           | 13     | -4     |
| 2013-2014           | Birkirkara          | PL                  | 22+10      | -18 + -6   | CM              | 2               | -4              | UCL                | 2                  | -2                 | SM          | 1           | -2          | 37     | -32    |
| 2014-2015           | Birkirkara          | PL                  | 22+8       | -22 + -7   | CM              | 4               | -1              | UEL                | 0                  | 0                  | SM          | 1           | -1          | 35     | -31    |
| 2015-gen. 2016      | Birkirkara          | PL                  | 13         | -16        | CM              | 0               | 0               | UEL                | 3                  | -1                 | SM          | 1           | -2          | 17     | -19    |
| Totale Birkirkara   | Totale Birkirkara   | Totale Birkirkara   | 111+51     | -121 + -38 |                 | 14              | -11             |                    | 10                 | -14                |             | 5           | -6          | 191    | -190   |
| gen.-giu. 2016      | Hibernians          | PL                  | 1+11       | 0 + -8     | CM              | -               | -               | -                  | -                  | -                  | SM          | -           | -           | 12     | -8     |
| ago. 2016           | Hibernians          | PL                  | 0          | 0          | CM              | 0               | 0               | UEL                | 2                  | -6                 | -           | -           | -           | 2      | -6     |
| ago. 2016-2017      | Floriana            | PL                  | 26         | -30        | CM              | 2               | -1              | -                  | -                  | -                  | -           | -           | -           | 28     | -31    |
| ago. 2017           | Floriana            | PL                  | 0          | 0          | CM              | 0               | 0               | UEL                | 1                  | -3                 | SM          | 0           | 0           | 1      | -3     |
| Totale Floriana     | Totale Floriana     | Totale Floriana     | 48+1       | -30 + -1   |                 | 2               | -1              |                    | 2                  | -5                 |             | 0           | 0           | 53     | -37    |
| ago. 2017-2018      | Gżira Utd           | PL                  | 10         | -14        | CM              | 1               | -1              | -                  | -                  | -                  | -           | -           | -           | 11     | -15    |
| 2018-2019           | Gżira Utd           | PL                  | 23         | -18        | CM              | 2               | -3              | UEL                | 3                  | -5                 | -           | -           | -           | 28     | -26    |
| 2019-2020           | Gżira Utd           | PL                  | 20         | -19        | CM              | 1               | -2              | UEL                | 4                  | -9                 | -           | -           | -           | 25     | -30    |
| 2020-2021           | Gżira Utd           | PL                  | 14         | -16        | CM              | 0               | 0               | -                  | -                  | -                  | -           | -           | -           | 14     | -16    |
| 2021-gen. 2022      | Gżira Utd           | PL                  | 4          | -7         | CM              | 0               | 0               | UECL               | 4                  | -4                 | -           | -           | -           | 8      | -11    |
| Totale Gżira United | Totale Gżira United | Totale Gżira United | 71         | -74        |                 | 4               | -6              |                    | 11                 | -18                |             | -           | -           | 86     | -98    |
| gen.-giu. 2022      | St. Lucia           | PL                  | 8+5        | -9 + -7    | CM              | 4               | -3              | -                  | -                  | -                  | -           | -           | -           | 17     | -19    |
| 2022-2023           | Hibernians          | PL                  | 6          | -7         | CM              | 0               | 0               | UCL+UECL           | 0                  | 0                  | SM          | 0           | 0           | 6      | -7     |
| Totale Hibernians   | Totale Hibernians   | Totale Hibernians   | 7+11       | -7 + -8    |                 | 0               | 0               |                    | 2                  | -6                 |             | 0           | 0           | 20     | -21    |
| Totale carriera     | Totale carriera     | Totale carriera     | 400        | -371       |                 | 34              | -34             |                    | 25                 | -43                |             | 5           | -6          | 464    | -454   |

### Cronologia presenze e reti in nazionale
| Cronologia completa delle presenze e delle reti in nazionale ― Malta | Cronologia completa delle presenze e delle reti in nazionale ― Malta | Cronologia completa delle presenze e delle reti in nazionale ― Malta | Cronologia completa delle presenze e delle reti in nazionale ― Malta | Cronologia completa delle presenze e delle reti in nazionale ― Malta | Cronologia completa delle presenze e delle reti in nazionale ― Malta | Cronologia completa delle presenze e delle reti in nazionale ― Malta | Cronologia completa delle presenze e delle reti in nazionale ― Malta |
| Data                                                                 | Città                                                                | In casa                                                              | Risultato                                                            | Ospiti                                                               | Competizione                                                         | Reti                                                                 | Note                                                                 |
| -------------------------------------------------------------------- | -------------------------------------------------------------------- | -------------------------------------------------------------------- | -------------------------------------------------------------------- | -------------------------------------------------------------------- | -------------------------------------------------------------------- | -------------------------------------------------------------------- | -------------------------------------------------------------------- |
| 9-10-2004                                                            | Ta' Qali                                                             | Malta                                                                | 0 – 0                                                                | Islanda                                                              | Qual. Mondiali 2006                                                  | -                                                                    |                                                                      |
| 13-10-2004                                                           | Sofia                                                                | Bulgaria                                                             | 4 – 1                                                                | Malta                                                                | Qual. Mondiali 2006                                                  | -4                                                                   |                                                                      |
| 17-11-2004                                                           | Ta' Qali                                                             | Malta                                                                | 0 – 2                                                                | Ungheria                                                             | Qual. Mondiali 2006                                                  | -2                                                                   |                                                                      |
| 9-2-2005                                                             | Ta' Qali                                                             | Malta                                                                | 0 – 3                                                                | Norvegia                                                             | Amichevole                                                           | -                                                                    | 26’                                                                  |
| 30-3-2005                                                            | Zagabria                                                             | Croazia                                                              | 3 – 0                                                                | Malta                                                                | Qual. Mondiali 2006                                                  | -3                                                                   |                                                                      |
| 4-6-2005                                                             | Göteborg                                                             | Svezia                                                               | 6 – 0                                                                | Malta                                                                | Qual. Mondiali 2006                                                  | -6                                                                   |                                                                      |
| 17-8-2005                                                            | Ta' Qali                                                             | Malta                                                                | 1 – 1                                                                | Irlanda del Nord                                                     | Amichevole                                                           | -1                                                                   |                                                                      |
| 3-9-2005                                                             | Budapest                                                             | Ungheria                                                             | 4 – 0                                                                | Malta                                                                | Qual. Mondiali 2006                                                  | -4                                                                   | 36’                                                                  |
| 7-9-2005                                                             | Ta' Qali                                                             | Malta                                                                | 1 – 1                                                                | Croazia                                                              | Qual. Mondiali 2006                                                  | -1                                                                   |                                                                      |
| 12-10-2005                                                           | Ta' Qali                                                             | Malta                                                                | 1 – 1                                                                | Bulgaria                                                             | Qual. Mondiali 2006                                                  | -1                                                                   |                                                                      |
| 1-3-2006                                                             | Ta' Qali                                                             | Malta                                                                | 0 – 2                                                                | Georgia                                                              | Amichevole                                                           | -2                                                                   |                                                                      |
| 4-6-2006                                                             | Düsseldorf                                                           | Giappone                                                             | 1 – 0                                                                | Malta                                                                | Amichevole                                                           | -1                                                                   |                                                                      |
| 15-8-2006                                                            | Bratislava                                                           | Slovacchia                                                           | 3 – 0                                                                | Malta                                                                | Amichevole                                                           | -1                                                                   | 46’                                                                  |
| 2-9-2006                                                             | Ta' Qali                                                             | Malta                                                                | 2 – 5                                                                | Bosnia ed Erzegovina                                                 | Qual. Euro 2008                                                      | -5                                                                   |                                                                      |
| 6-9-2006                                                             | Francoforte sul Meno                                                 | Turchia                                                              | 2 – 0                                                                | Malta                                                                | Qual. Euro 2008                                                      | -2                                                                   |                                                                      |
| 11-10-2006                                                           | Ta' Qali                                                             | Malta                                                                | 2 – 1                                                                | Ungheria                                                             | Qual. Euro 2008                                                      | -1                                                                   |                                                                      |
| 7-2-2007                                                             | Ta' Qali                                                             | Malta                                                                | 1 – 1                                                                | Austria                                                              | Qual. Euro 2008                                                      | -1                                                                   | 70’                                                                  |
| 24-3-2007                                                            | Chișinău                                                             | Moldavia                                                             | 1 – 1                                                                | Malta                                                                | Qual. Euro 2008                                                      | -1                                                                   |                                                                      |
| 28-3-2007                                                            | Ta' Qali                                                             | Malta                                                                | 0 – 1                                                                | Grecia                                                               | Qual. Euro 2008                                                      | -1                                                                   | Cap.                                                                 |
| 22-8-2007                                                            | Tirana                                                               | Albania                                                              | 3 – 0                                                                | Malta                                                                | Amichevole                                                           | -2                                                                   | 46’                                                                  |
| 8-9-2007                                                             | Ta' Qali                                                             | Malta                                                                | 2 – 2                                                                | Turchia                                                              | Qual. Euro 2008                                                      | -2                                                                   |                                                                      |
| 13-10-2007                                                           | Budapest                                                             | Ungheria                                                             | 2 – 0                                                                | Malta                                                                | Qual. Euro 2008                                                      | -2                                                                   |                                                                      |
| 17-10-2007                                                           | Ta' Qali                                                             | Malta                                                                | 2 – 3                                                                | Moldavia                                                             | Qual. Euro 2008                                                      | -3                                                                   |                                                                      |
| 17-11-2007                                                           | Amarousio                                                            | Grecia                                                               | 5 – 0                                                                | Malta                                                                | Qual. Euro 2008                                                      | -5                                                                   |                                                                      |
| 21-11-2007                                                           | Ta' Qali                                                             | Malta                                                                | 1 – 4                                                                | Norvegia                                                             | Qual. Euro 2008                                                      | -4                                                                   |                                                                      |
| 6-2-2008                                                             | Ta' Qali                                                             | Malta                                                                | 0 – 1                                                                | Bielorussia                                                          | Amichevole                                                           | -1                                                                   |                                                                      |
| 30-5-2008                                                            | Graz                                                                 | Austria                                                              | 5 – 1                                                                | Malta                                                                | Amichevole                                                           | -3                                                                   | 46’                                                                  |
| 20-8-2008                                                            | Tallinn                                                              | Estonia                                                              | 2 – 1                                                                | Malta                                                                | Amichevole                                                           | -2                                                                   |                                                                      |
| 6-9-2008                                                             | Ta' Qali                                                             | Malta                                                                | 0 – 4                                                                | Portogallo                                                           | Qual. Mondiali 2010                                                  | -4                                                                   |                                                                      |
| 10-9-2008                                                            | Tirana                                                               | Albania                                                              | 3 – 0                                                                | Malta                                                                | Qual. Mondiali 2010                                                  | -3                                                                   |                                                                      |
| 11-10-2008                                                           | Copenaghen                                                           | Danimarca                                                            | 3 – 0                                                                | Malta                                                                | Qual. Mondiali 2010                                                  | -3                                                                   | 87’                                                                  |
| 15-10-2008                                                           | Ta' Qali                                                             | Malta                                                                | 0 – 1                                                                | Ungheria                                                             | Qual. Mondiali 2010                                                  | -1                                                                   |                                                                      |
| 11-2-2009                                                            | Ta' Qali                                                             | Malta                                                                | 0 – 0                                                                | Albania                                                              | Qual. Mondiali 2010                                                  | -                                                                    |                                                                      |
| 28-3-2009                                                            | Ta' Qali                                                             | Malta                                                                | 0 – 3                                                                | Danimarca                                                            | Qual. Mondiali 2010                                                  | -3                                                                   |                                                                      |
| 1-4-2009                                                             | Budapest                                                             | Ungheria                                                             | 3 – 0                                                                | Svezia                                                               | Qual. Mondiali 2010                                                  | -3                                                                   |                                                                      |
| 4-9-2009                                                             | Ta' Qali                                                             | Malta                                                                | 0 – 2                                                                | Capo Verde                                                           | Amichevole                                                           | -                                                                    | 46’                                                                  |
| 3-3-2010                                                             | Ta' Qali                                                             | Malta                                                                | 1 – 2                                                                | Finlandia                                                            | Amichevole                                                           | -2                                                                   |                                                                      |
| 13-5-2010                                                            | Aquisgrana                                                           | Germania                                                             | 3 – 0                                                                | Malta                                                                | Amichevole                                                           | -3                                                                   |                                                                      |
| 8-10-2010                                                            | Tbilisi                                                              | Georgia                                                              | 1 – 0                                                                | Malta                                                                | Qual. Euro 2012                                                      | -1                                                                   |                                                                      |
| 9-2-2011                                                             | Ta' Qali                                                             | Malta                                                                | 0 – 0                                                                | Svizzera                                                             | Amichevole                                                           | -                                                                    |                                                                      |
| 26-3-2011                                                            | Ta' Qali                                                             | Malta                                                                | 0 – 1                                                                | Grecia                                                               | Qual. Euro 2012                                                      | -1                                                                   |                                                                      |
| 10-8-2011                                                            | Ta' Qali                                                             | Malta                                                                | 2 – 1                                                                | Rep. Centrafricana                                                   | Amichevole                                                           | -                                                                    | 46’                                                                  |
| 29-2-2012                                                            | Ta' Qali                                                             | Malta                                                                | 2 – 1                                                                | Liechtenstein                                                        | Amichevole                                                           | -1                                                                   | 46’                                                                  |
| 14-11-2012                                                           | Vaduz                                                                | Liechtenstein                                                        | 0 – 1                                                                | Malta                                                                | Amichevole                                                           | -                                                                    | 90’                                                                  |
| 26-3-2013                                                            | Ta' Qali                                                             | Malta                                                                | 0 – 2                                                                | Italia                                                               | Qual. Mondiali 2014                                                  | -2                                                                   |                                                                      |
| 7-6-2013                                                             | Erevan                                                               | Armenia                                                              | 0 – 1                                                                | Malta                                                                | Qual. Mondiali 2014                                                  | -                                                                    |                                                                      |
| 14-8-2013                                                            | Baku                                                                 | Azerbaigian                                                          | 3 – 0                                                                | Malta                                                                | Amichevole                                                           | -3                                                                   |                                                                      |
| 6-9-2013                                                             | Ta' Qali                                                             | Malta                                                                | 1 – 2                                                                | Danimarca                                                            | Qual. Mondiali 2014                                                  | -2                                                                   |                                                                      |
| 10-9-2013                                                            | Ta' Qali                                                             | Malta                                                                | 1 – 2                                                                | Bulgaria                                                             | Qual. Mondiali 2014                                                  | -2                                                                   |                                                                      |
| 11-10-2013                                                           | Ta' Qali                                                             | Malta                                                                | 1 – 4                                                                | Rep. Ceca                                                            | Qual. Mondiali 2014                                                  | -4                                                                   |                                                                      |
| 15-10-2013                                                           | Copenaghen                                                           | Danimarca                                                            | 6 – 0                                                                | Malta                                                                | Qual. Mondiali 2014                                                  | -6                                                                   |                                                                      |
| 25-3-2015                                                            | Tbilisi                                                              | Georgia                                                              | 2 – 0                                                                | Malta                                                                | Amichevole                                                           | -2                                                                   |                                                                      |
| 8-6-2015                                                             | Ta' Qali                                                             | Malta                                                                | 2 – 0                                                                | Lituania                                                             | Amichevole                                                           | -                                                                    |                                                                      |
| 12-6-2015                                                            | Ta' Qali                                                             | Malta                                                                | 0 – 1                                                                | Bulgaria                                                             | Qual. Euro 2016                                                      | -1                                                                   |                                                                      |
| 27-5-2016                                                            | Kufstein                                                             | Rep. Ceca                                                            | 6 – 0                                                                | Malta                                                                | Amichevole                                                           | -1                                                                   | 87’                                                                  |
| 31-5-2016                                                            | Klagenfurt                                                           | Austria                                                              | 2 – 1                                                                | Malta                                                                | Amichevole                                                           | -                                                                    | 90’                                                                  |
| Totale                                                               |                                                                      | Presenze                                                             | 56                                                                   |                                                                      | Reti                                                                 | -109                                                                 |                                                                      |

## Palmarès

### Club

#### Competizioni nazionali
- Coppa di Malta: 3

Birkirkara: 2002-2003, 2004-2005, 2014-2015
- Supercoppa di Malta: 4

Birkirkara: 2003, 2004, 2014
Hibernians: 2022
- Campionato maltese: 2

Marsaxlokk: 2006-2007
Birkirkara: 2012-2013